# Porithodes
Porithodes is een kevergeslacht uit de familie van de boktorren (Cerambycidae). De wetenschappelijke naam van het geslacht werd voor het eerst geldig gepubliceerd in 1912 door Aurivillius.

## Soorten
Porithodes omvat de volgende soorten:
- Porithodes apicalis (Lea, 1916)
- Porithodes obliqua (Lea, 1916)
- Porithodes parenthetica (Lea, 1929)
- Porithodes plagiata (Blackburn, 1894)
- Porithodes pustulata Carter, 1930
- Porithodes spinipennis Carter, 1929